# Omloop Het Nieuwsblad 2025
80. ročník jednodenního cyklistického závodu Omloop Het Nieuwsblad se konal 1. března 2025 v Belgii. 
Vítězem se stal Nor Søren Wærenskjold z týmu Uno-X Mobility. Na druhém a třetím místě se umístili Francouz Paul Magnier a Belgičan Jasper Philipsen. Závod byl součástí UCI World Tour 2025.

## Týmy
Závodu se zúčastnilo všech 18 UCI WorldTeamů a 7 UCI ProTeamů.
UCI WorldTeamy
- Alpecin–Deceuninck
- Arkéa–B&B Hotels
- Cofidis
- Decathlon–AG2R La Mondiale
- EF Education–EasyPost
- Groupama–FDJ
- Ineos Grenadiers
- Intermarché–Wanty
- Lidl–Trek
- Movistar Team
- Red Bull–Bora–Hansgrohe
- Soudal–Quick-Step
- Team Bahrain Victorious
- Team Picnic PostNL
- Team Jayco–AlUla
- UAE Team Emirates XRG
- Visma–Lease a Bike
- XDS Astana Team

UCI ProTeamy
- Israel–Premier Tech
- Lotto
- Q36.5 Pro Cycling Team
- Team Flanders–Baloise
- Tudor Pro Cycling Team
- Unibet Tietema Rockets
- Uno-X Mobility

## Výsledky
| Pořadí | Jezdec                    | Tým                    | Čas        |
| ------ | ------------------------- | ---------------------- | ---------- |
| 1      | Søren Wærenskjold (NOR)   | Uno-X Mobility         | 4h 37' 53" |
| 2      | Paul Magnier (FRA)        | Soudal–Quick-Step      | + 0"       |
| 3      | Jasper Philipsen (BEL)    | Alpecin–Deceuninck     | + 0"       |
| 4      | Brent Van Moer (BEL)      | Lotto                  | + 0"       |
| 5      | Samuel Watson (GBR)       | Ineos Grenadiers       | + 0"       |
| 6      | Lukáš Kubiš (SVK)         | Unibet Tietema Rockets | + 0"       |
| 7      | Piet Allegaert (BEL)      | Cofidis                | + 0"       |
| 8      | Vincenzo Albanese (ITA)   | EF Education–EasyPost  | + 0"       |
| 9      | Marijn van den Berg (NED) | EF Education–EasyPost  | + 0"       |
| 10     | Lewis Askey (GBR)         | Groupama–FDJ           | + 0"       |